# Cerastium brachypetalum
Cerastium brachypetalum là loài thực vật có hoa thuộc họ Cẩm chướng. Loài này được Desp. ex Pers. mô tả khoa học đầu tiên năm 1805.